# Abú Lahab
Abú Lahab, vlastním jménem Abd al-Uzzá ibn Abd al-Muttalib (asi 549 Mekka – asi 624 Mekka), byl arabský kupec a kmenový náčelník. Byl strýcem proroka Mohameda, avšak patřil k hlavním nepřátelům rodícího se islámu (tzv. džáhilíja).
Byl zámožným a vlivným obyvatelem Mekky a horlivým zastáncem pohanského kultu bohyně al-Uzzá. Přezdívku Abú Lahab (Otec plamene) dostal pro svoji oslnivou krásu a vznětlivou povahu. Jeho otcem byl náčelník kmene Kurajšovců Abd al-Muttalib a matkou Lubna bint Hajar, která pocházela z rodu strážců Ka'by. Jeho manželkou byla Umm Džamíl z rodu Umajjovců, s níž měl šest dětí. S Mohamedem měl společného dědečka, byl také jeho sousedem v Mekce a stal se tchánem jeho dcer Rukaji a Umm Kultúm. 
Když začal Mohamed zvěstovat nové náboženství, prohlásil ho Abú Lahab za posedlého zlými duchy a chtěl ho kamenovat. Poté nařídil svým synům, aby se rozvedli s manželkami. Dokud byl vůdcem Hášimovců Abú Tálib ibn Abd al-Muttalib, stáli i nemuslimští členové klanu kvůli tradiční rodové sounáležitosti za Mohamedem. Po smrti Abú Táliba se však stal jeho nástupcem Abú Lahab, který v novém náboženství viděl ohrožení výsad tradiční aristokracie a vyhlásil mu nesmiřitelný boj. Podle hadíthů stále Mohameda pronásledoval a veřejně jej označoval za lháře, až ho donutil k odchodu z Mekky. Na jeho popud také Kurajšovci zakázali karavanám obchodovat s Mohamedovými stoupenci.
Abú Lahab zahynul krátce po bitvě u Badru. Podle jedné legendy zemřel na neštovice, podle druhé ho zabila stanovou tyčí Mohamedova švagrová Lubába, aby ho potrestala za útoky na stoupence islámu.
Abú Lahab je zmíněn ve 111. súře Koránu nazývané Palmové vlákno slovy: „Zhyňte obě ruce Abú Lahaba a zhynul již i on!“.